# Brando (Còrsega)
Brando (en cors Brandu) és un municipi sota l'estat francès, situat a Còrsega, al departament d'Alta Còrsega. L'any 1999 tenia 1.527 habitants. Limita amb Sisco al nord, Olcani i Olmeta-du-Cap a l'oest, i Santa-Maria-di-Lota al sud.

## Demografia
| 1962 | 1968  | 1975  | 1982  | 1990  | 1999  |
| ---- | ----- | ----- | ----- | ----- | ----- |
| 967  | 1.066 | 1.157 | 1.353 | 1.334 | 1.527 |

## Administració
| Període | Identitat       | Partit | Qualitat |  |
| ------- | --------------- | ------ | -------- |  |
| 2001    | Dominique Ricci |        |          |  |

## Galeria d'imatges

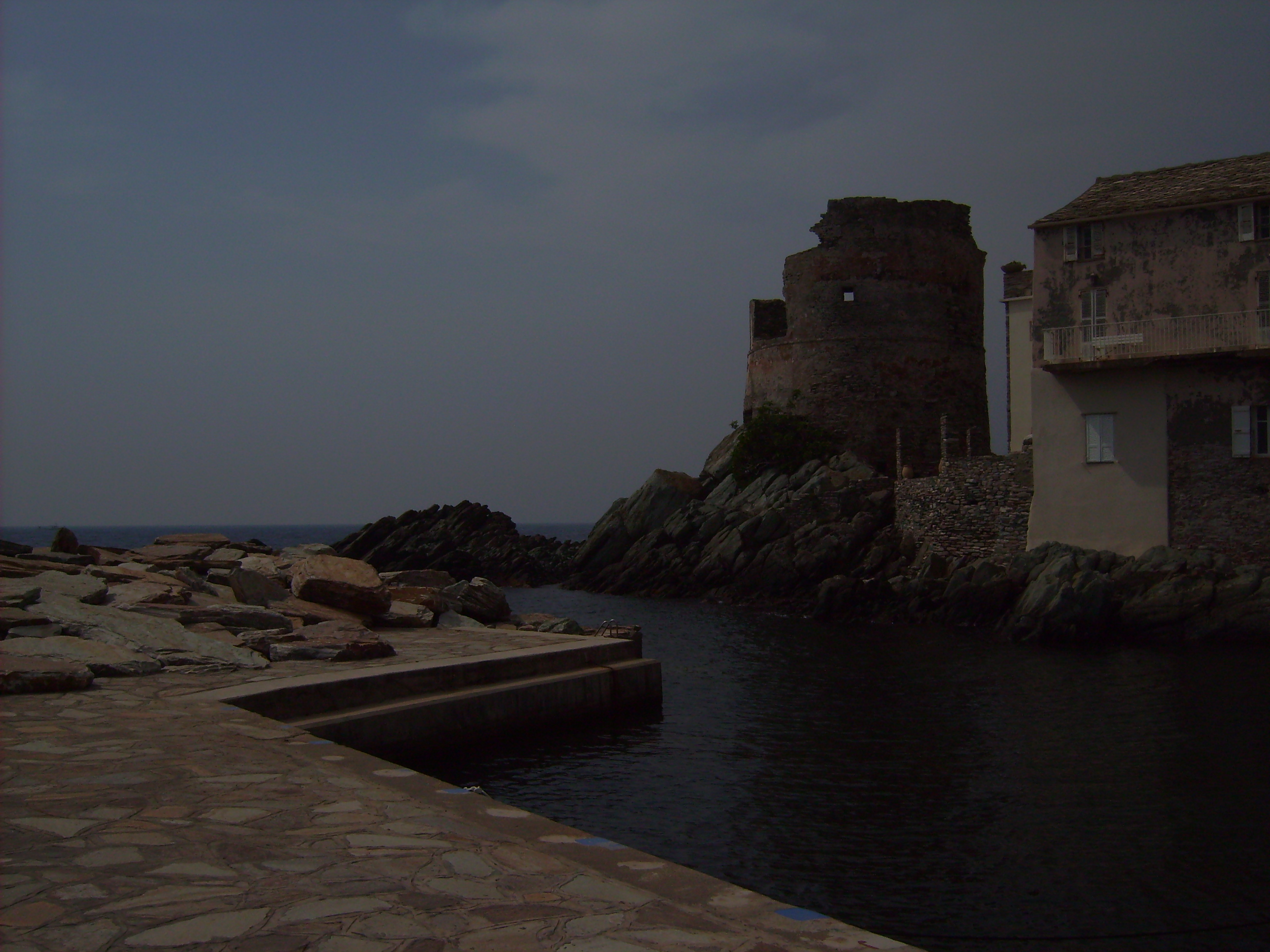
Torre d'Erbalunga
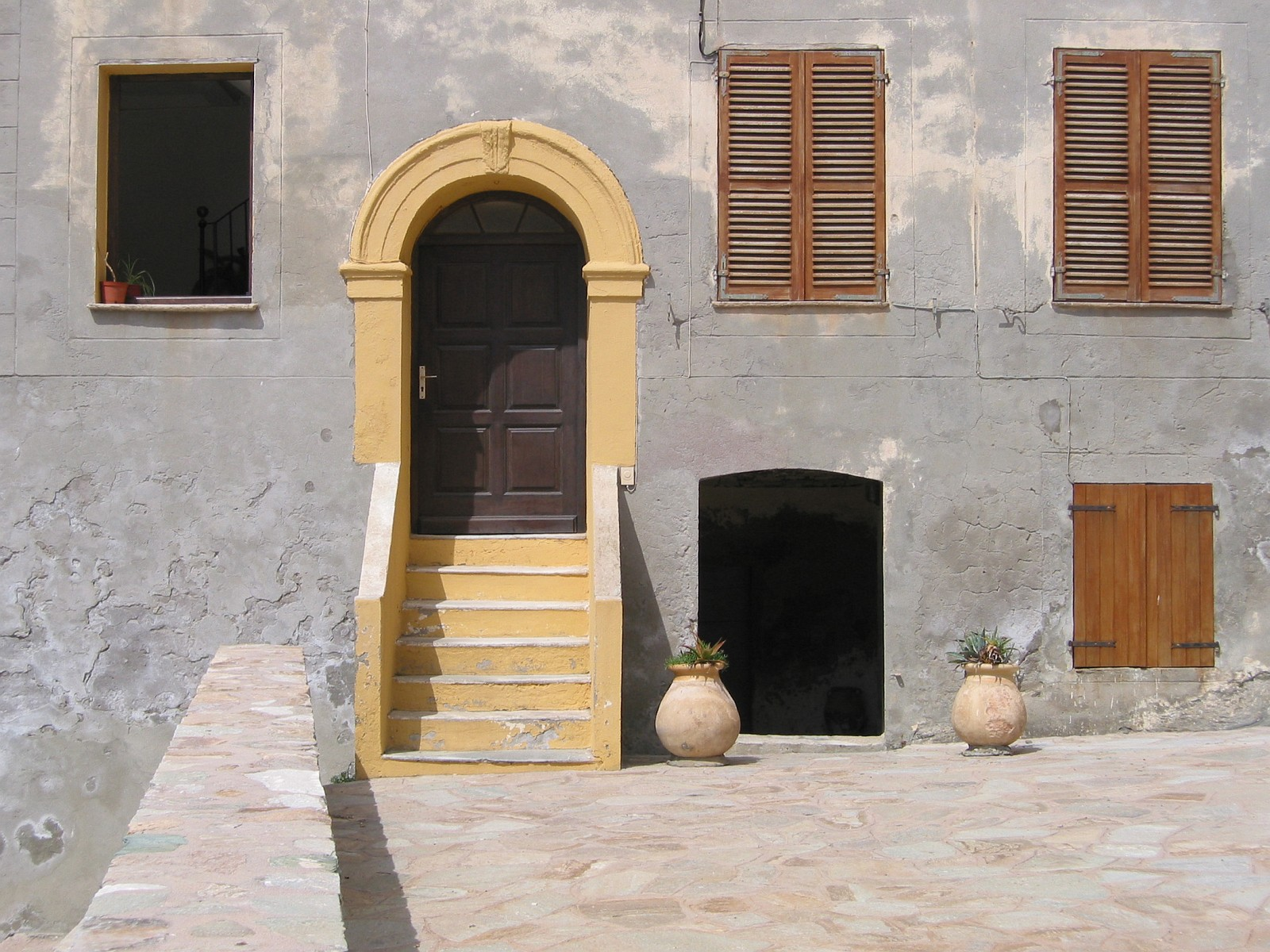
Erbalunga